# Xã Ross, Quận Lake, Indiana
Xã Ross (tiếng Anh: Ross Township) là một xã thuộc quận Lake, tiểu bang Indiana, Hoa Kỳ. Năm 2010, dân số của xã này là 47.890 người.